# Templo de Adriano (Éfeso)
El Templo de Adriano es un santuario parcialmente reconstruido en la antigua ciudad de Éfeso, en el oeste de la actual Turquía. Está situado en la calle de los Curetes en el suroeste de la ciudad. Según la inscripción del arquitrabe, el templo fue construido probablemente en el año 117 o 118 d. C. Construido en honor de Artemisa de Éfeso, el emperador romano Adriano y el pueblo de Éfeso por Publio Quintilio Valente Varo. Varo ya había hecho esta promesa en los últimos años del reinado de Trajano. Partes del vestíbulo (pronaos) fueron destruidas, posiblemente por un terremoto, en el siglo IV. Destruido en el siglo pero luego reconstruido.

## Historia
En la década de 1950, fue excavado por el Instituto Arqueológico de Austria bajo la dirección de Franz Miltner. Para que las ruinas de Éfeso sean lo más claras posible para los visitantes, se descubrieron calles enteras, incluida la calle Curete. De 1957 a 1958 se llevó a cabo una reconstrucción parcial (anastilosis) utilizando los numerosos elementos estructurales del templo que fueron encontrados bajo la dirección del proyecto del arquitecto vienés Karl Heinz Göschl. De 2009 a 2012, la arqueóloga Ursula Quatember llevó a cabo nuevas investigaciones sobre la historia de la construcción.

## Descripción
Situado directamente en la calle de los Curetes, uno de los bulevares de Éfeso, está parcialmente integrado detrás de él en los Termas de Varo, un complejo de baños que también fue construido por Publio Quintilio Valente Varo.
En cuanto a su planta, el templo corresponde a un tetrástilo, es decir, próstilo de cuatro columnas. Delante de la pequeña cella rectangular, en la que probablemente se encontraba una estatua del emperador, se encuentra un espacioso vestíbulo, cuya fachada está estructurada por dos columnas y dos pilares con capiteles corintios. Originalmente tenían un frontón triangular. Delante de las columnas y pilares hay cuatro basas de estatuas de emperadores del siglo I con inscripciones. Tetrarquía: Diocleciano, Constancio Cloro, Galerio y Maximiano. La estatua de Maximiano fue posteriormente sustituida por una estatua del padre de Teodosio I. Sobre las dos columnas centrales se extendía un arco sirio, cuya clave está resaltada por un busto de Tyche. El arquitrabe está decorado con un friso con hojas de acanto y otros motivos vegetales.
El interior del vestíbulo se caracteriza por un friso circundante. El original se encuentra en el Museo Selçuk. En el lado izquierdo del friso se representa el mito fundacional de Éfeso con Androclo cazando jabalíes, dioses y amazonas, estas últimas, entre otras cosas, en una fiesta de Dioniso. La parte derecha del friso se diferencia estilísticamente del resto. Se cree que esto fue durante la reconstrucción tras el terremoto del siglo IV, fue trasladado aquí desde otro edificio.
El dintel de la puerta de entrada a la cella está decorado con rejas de perlas y huevos. Encima hay una representación de una mujer zarcillo en el campo del arco.
Los elementos definitorios de la fachada, un portal arqueado, flanqueado a derecha e izquierda por dos entradas rectangulares, también se pueden encontrar en otros edificios de este período, por ejemplo en el llamado "canopus" de Villa Adriana cerca de Tívoli, cerca de Roma.